# Шелудківська волость
Шелудківська волость — адміністративно-територіальна одиниця Зміївського повіту Харківської губернії.

Найбільші поселення волості станом на 1914 рік:
- село Шелудьківка — 4522 мешканці.
- село Геніївка — 3405 мешканців.
- село Скрипаєве — 4158 мешканців.
- село Гнилиці — 1403 мешканці.
- село Мохнач — 1113 мешканців.

Старшиною волості був Трощій Олексій Селіванович, волосним писарем — Шпилів Леонтій Симонович, головою волосного суду — Кукоба Філімон Семенович.